# Redundancia (ecosistemas)
En ecosistémica, la redundancia es concebida como un abanico de versiones diferentes de una misma estructura (redundancia estructural) o de una misma función (redundancia funcional). 
La redundancia estructural designa estructuras diferentes para ejecutar una misma función, a similitud del doble circuito de frenado de un automóvil, o a similitud de diferentes talleres para fabricar un mismo tipo de pieza. La redundancia estructural caracteriza la "complicación".
La redundancia funcional es la que corresponde a una multiplicidad de diferentes funciones ejecutadas en un punto único de una estructura, a similitud de un taller de artesano, en donde se ejecutan diferentes operaciones sobre diferentes materiales. La redundancia funcional caracteriza la "complejidad" así como la condición de autoorganización de Henri Atlan; es el concepto de la "variedad" del neuropsiquiatra William Ross Ashby transferido a la cibernética.